# Catford

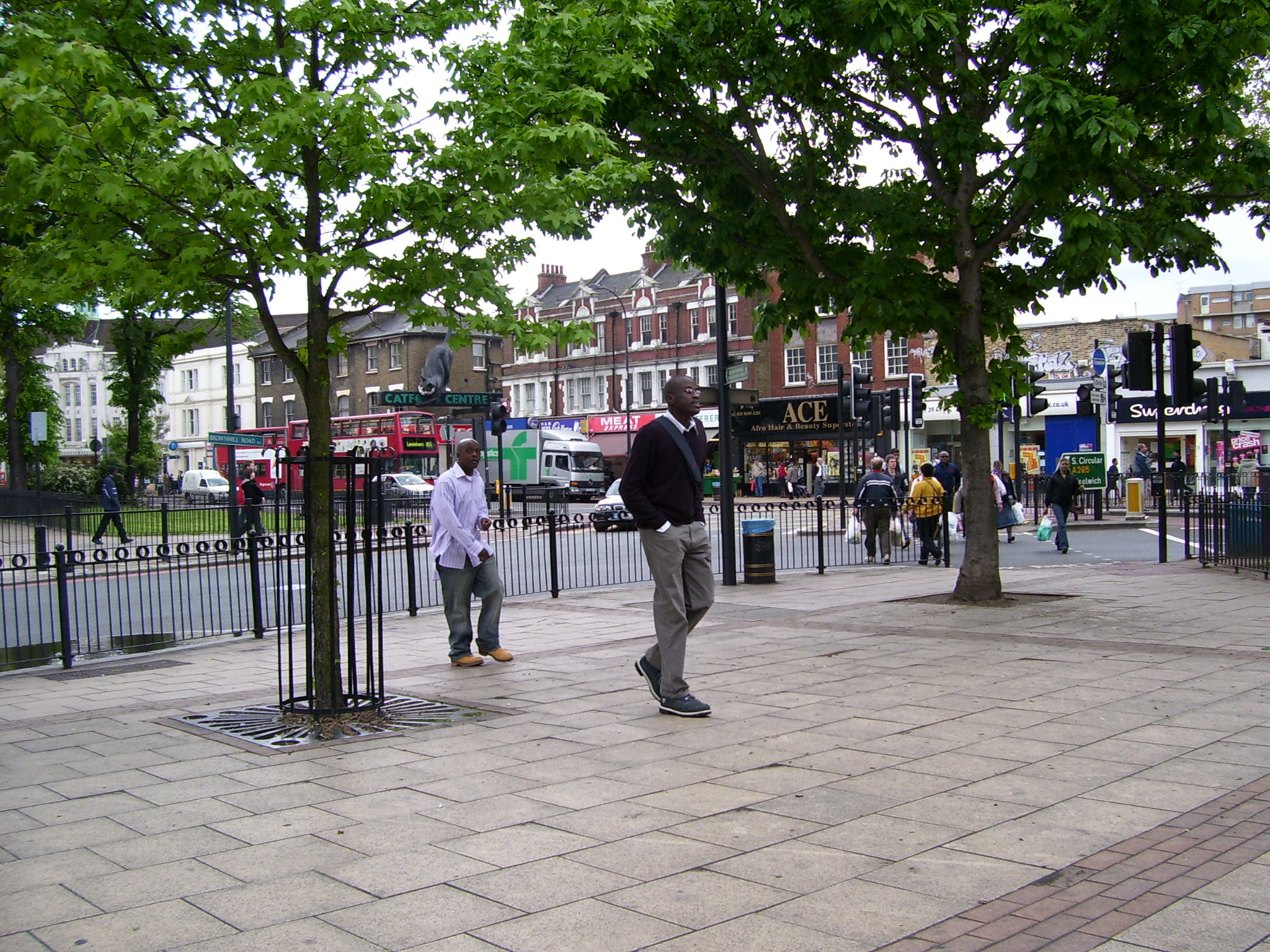
Khu vực xanh mát tại trung tâm

Catford là một quận thuộc Nam Luân Đôn, Anh, thuộc Khu Lewisham của Luân Đôn. Catford nằm cách 6,3 dặm (10,1 km) về phía đông nam Charing Cross. Khu vực được xác định trên Bản đồ Quy hoạch Luân Đôn là một trong 35 trung tâm chính thuộc Đại Luân Đôn.